# St. Petrus und Klemens (Moosham)

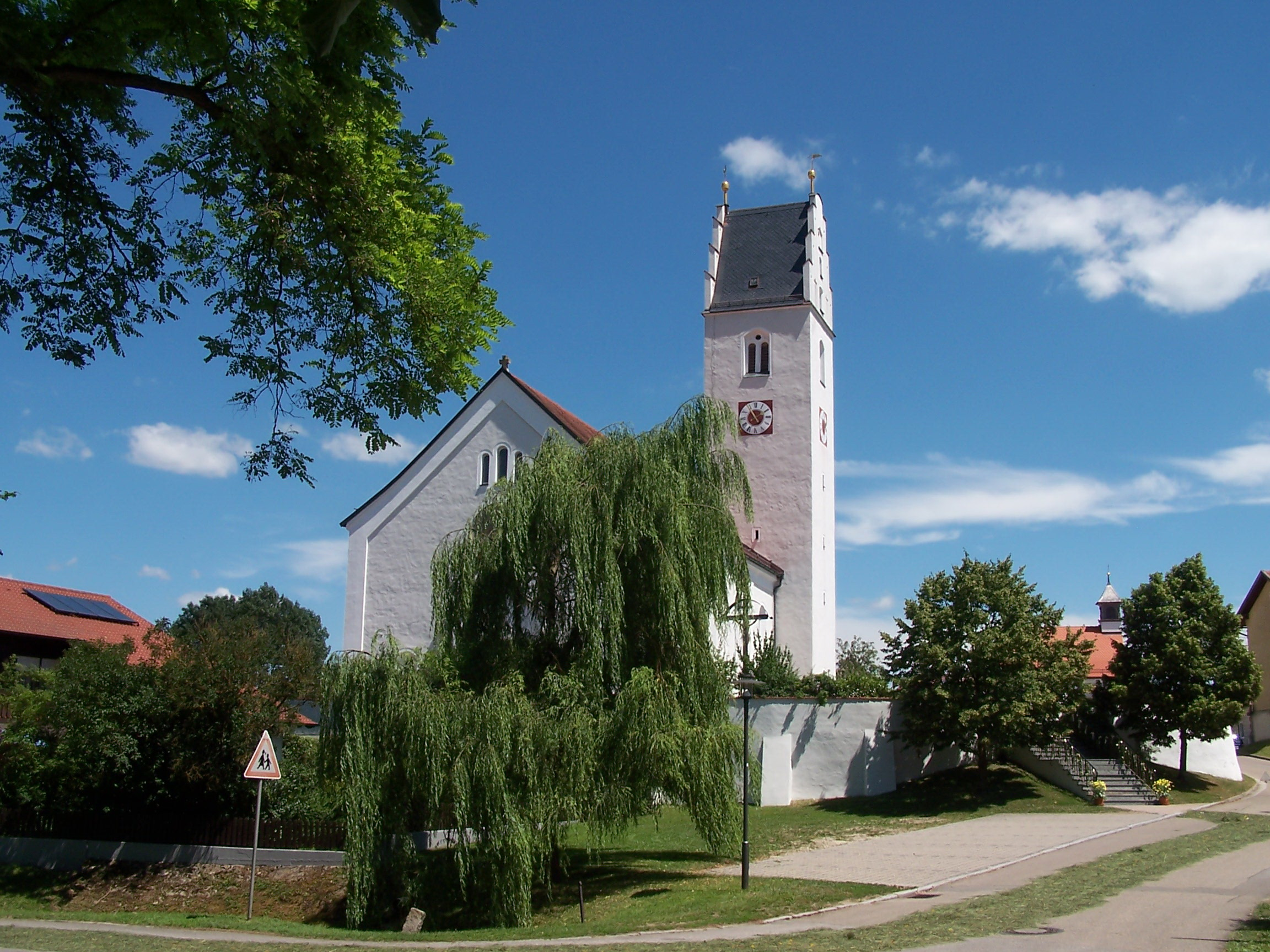
St. Petrus und Klemens in Moosham

St. Petrus und Klemens ist eine denkmalgeschützte römisch-katholische Pfarrkirche in der Kirchbergstraße 14 im Ortsteil Moosham der Gemeinde Mintraching im Landkreis Regensburg (Bayern).

## Gebäude und Geschichte

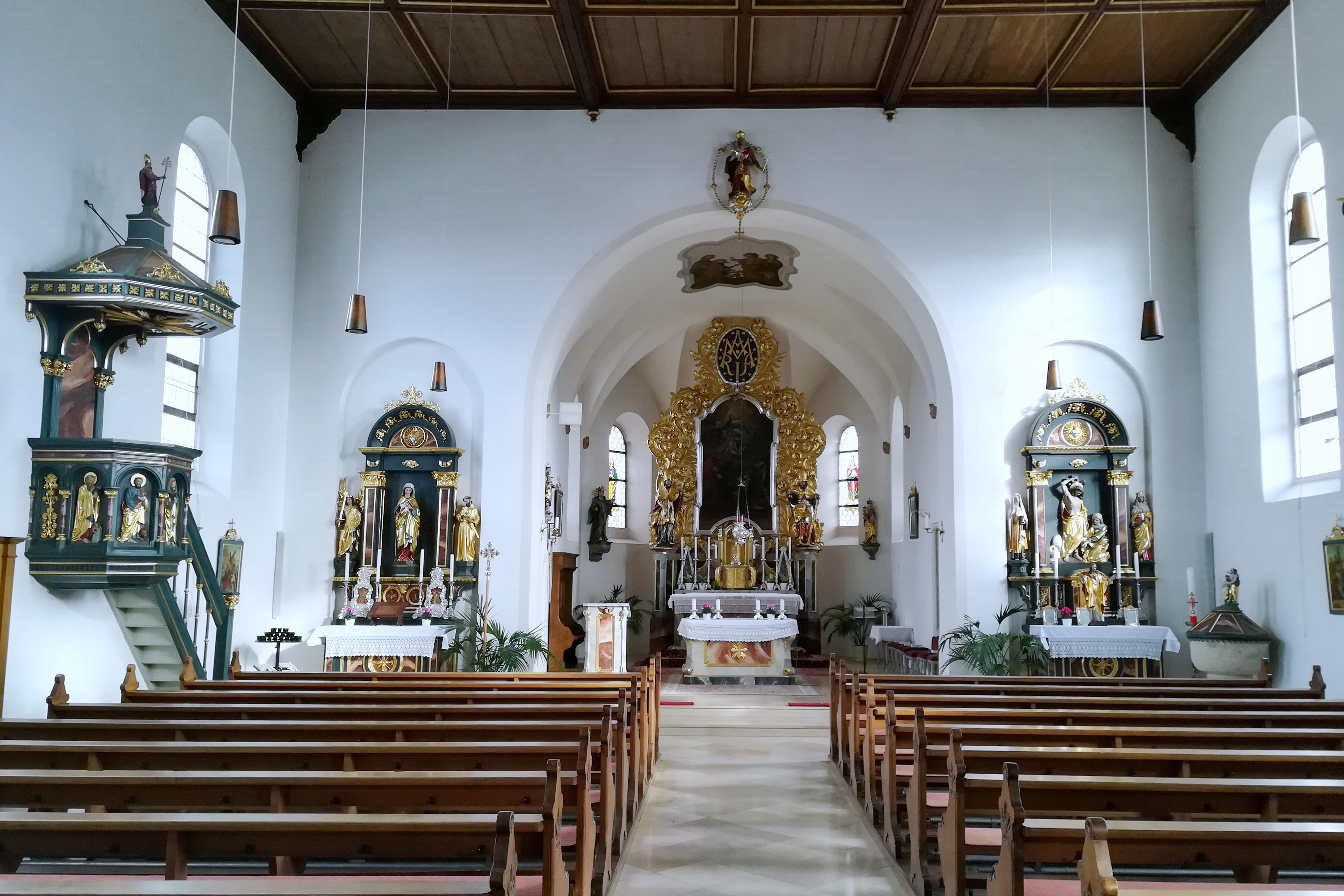
St. Petrus und Klemens: Innenraum

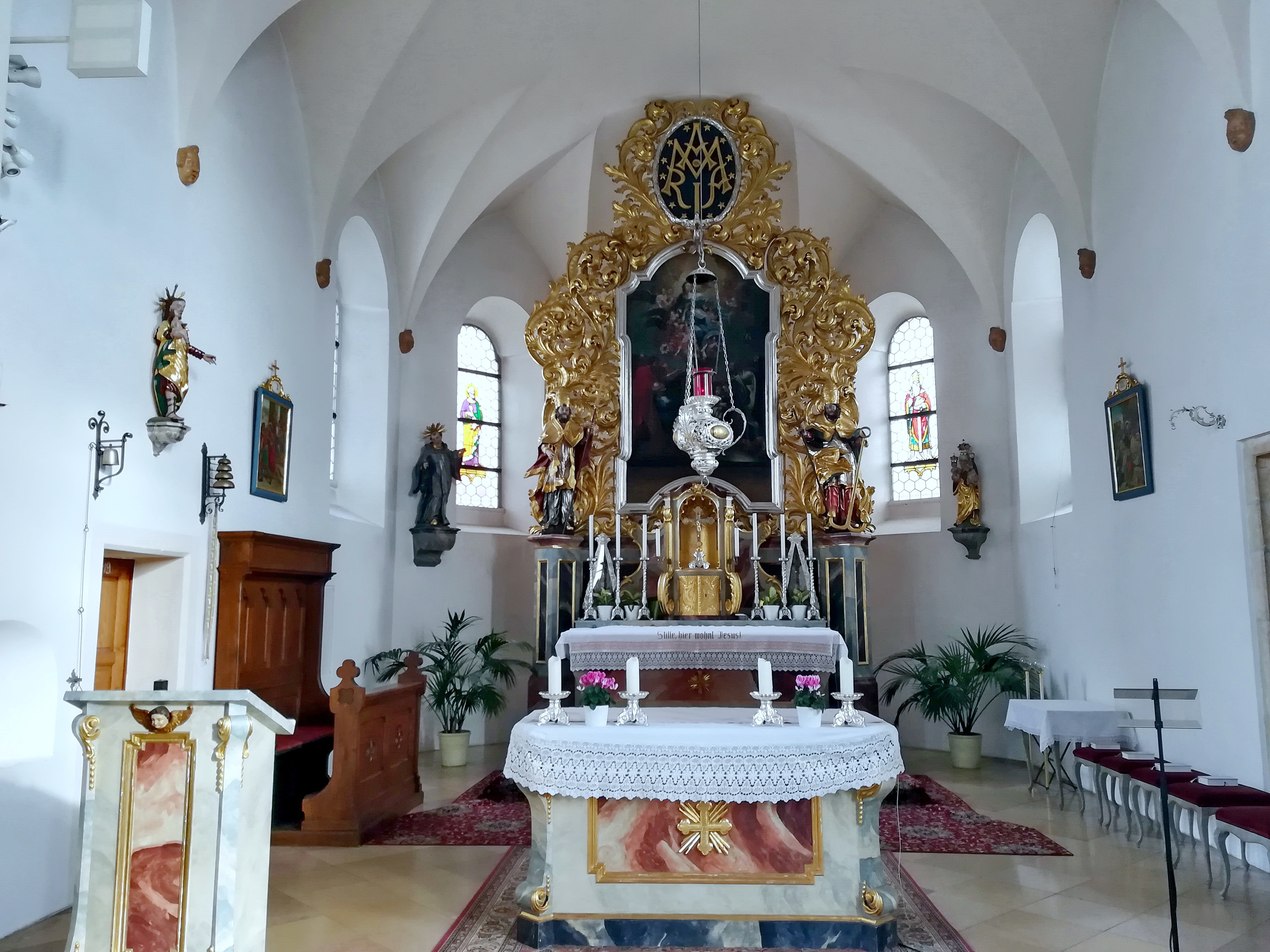
St. Petrus und Klemens: Hochaltar

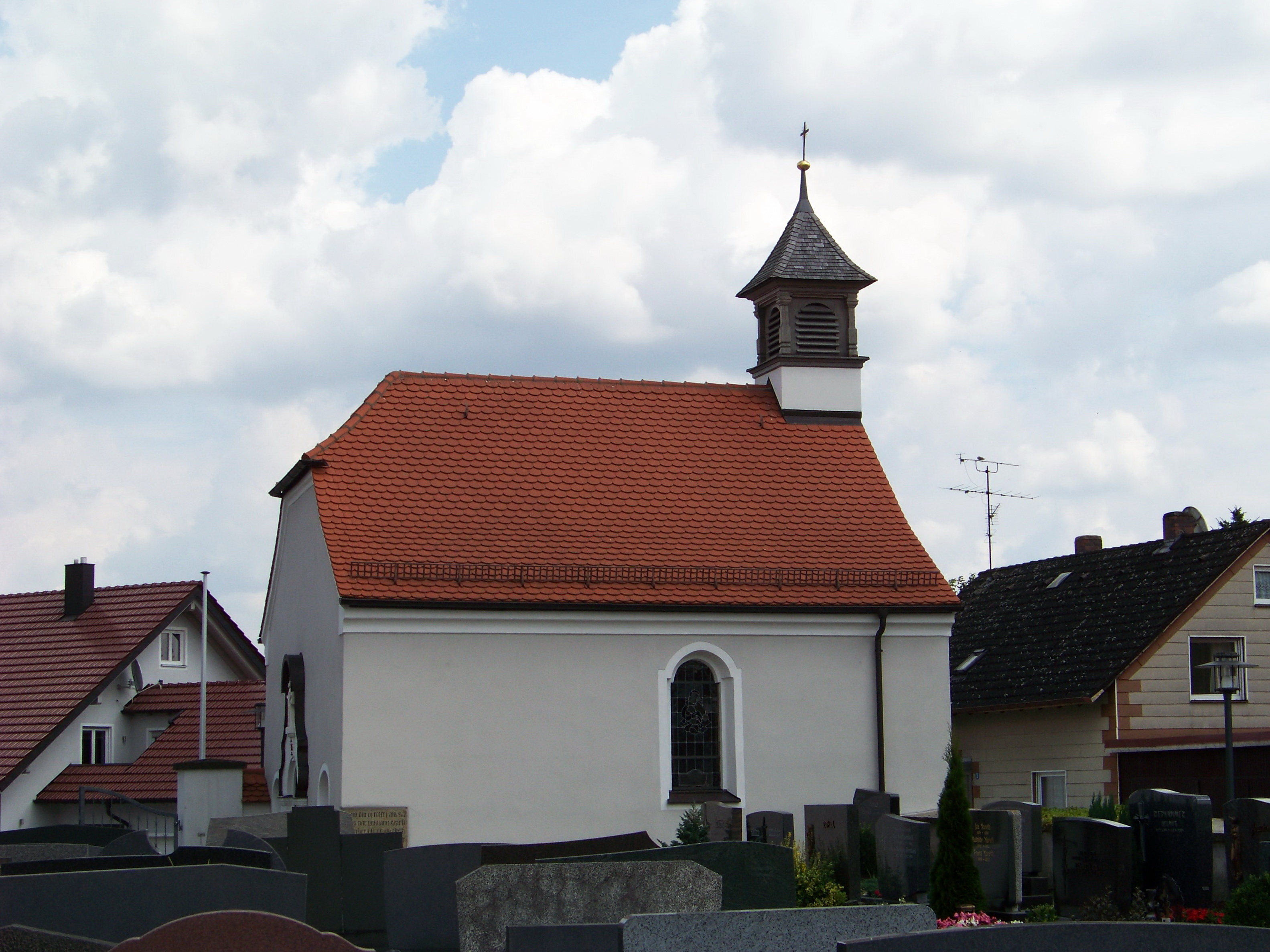
Ehem. Friedhofs- und jetzige Kriegergedächtniskapelle

Um 883 schenkte Kaiser Karl der Dicke die Kapelle zu Mosaheim der Alten Kapelle zu Regensburg. Dies ist die erste urkundliche Erwähnung eines Gotteshauses in Moosham. Seit 1234 ist die Liste der in Moosham tätigen Pfarrherren erhalten.
Die Kirche ist ein Saalbau mit eingezogenem Chor und Flankenturm mit Treppengiebel und Putzgliederungen.
Der Unterbau des Turmes der Pfarrkirche ist mit 1472, der Chor mit 1480 datiert. Der heute vorhandene 38 m hohe quadratische Kirchturm mit seinem Treppengiebel entstand um 1600. Ebenfalls um diese Zeit erhielt der eingezogene gotische Chor ein Tonnengewölbe. Aus Platzgründen wurde das Langhaus 1894 neu errichtet und in den folgenden Jahren das Innere im neuromanischen Stil umgestaltet.
Der 1953 von dem Regensburger Bildhauer Jakob Helmer geschnitzte Hochaltar ersetzte den neuromanischen Hochaltar von Georg Dengler. Die Seitenaltäre, die Kanzel, die Kreuzwegtafeln und die Stuhlwangen sind neuromanisch, ebenso das Deckengemälde im Chor. Aus der Barockzeit stammen das Gemälde der Himmelfahrt Mariens und die Heiligenfiguren des Petrus und Klemens, die noch aus dem alten abgebrochenen Hochaltar stammen, den um 1750 der Kistler Anton Neu aus Prüfening errichtete. Die ältesten Teile der Einrichtung, ein Taufstein aus dem 13. Jahrhundert und die Figur der Mooshamer Madonna von etwa 1350 befinden sich im Regensburger Diözesanmuseum.

## Kriegergedächtniskapelle
Die vor der Kirche befindliche ehemalige Friedhofs-, jetzt Kriegergedächtniskapelle aus dem 17./18. Jahrhundert ist ein Saalbau mit Halbwalm und Dachreiter und einem Portal mit Schweifrahmen. Um 1920 erfolgte ein Umbau der Kapelle. Die Friedhofsmauer geht auf das 17. Jahrhundert zurück.

## Orgel

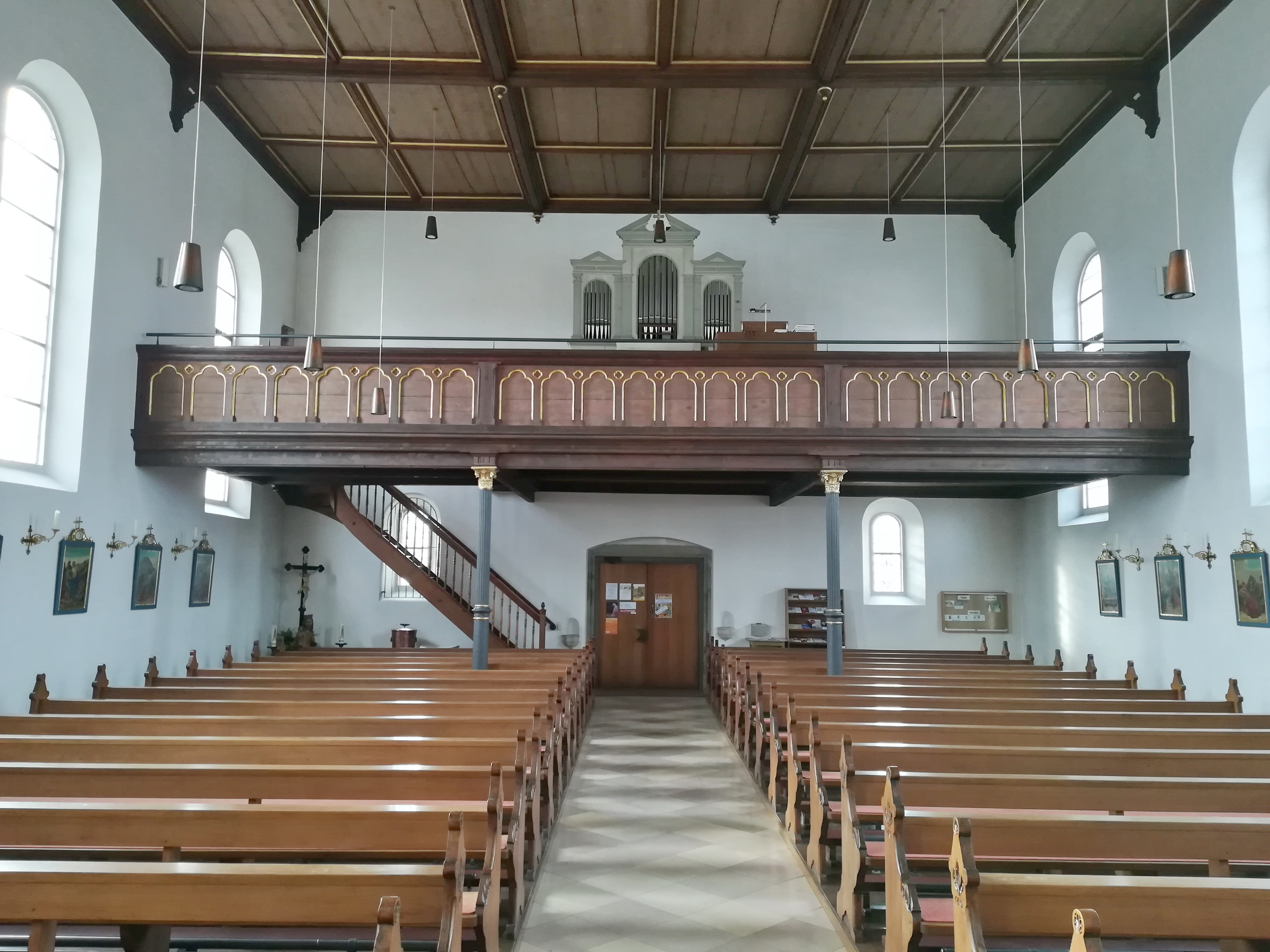
St. Petrus und Klemens: Empore mit Orgel

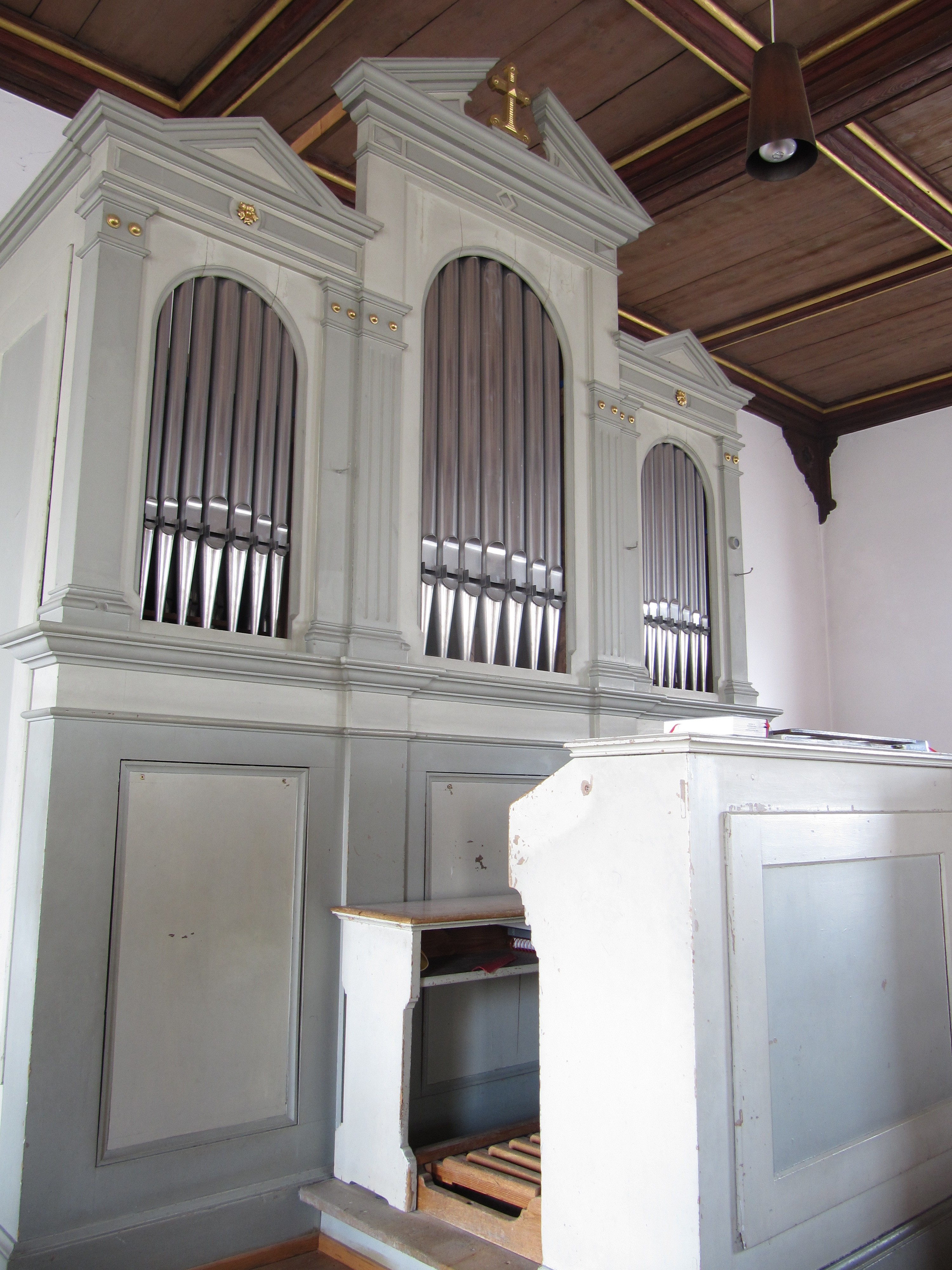
Orgel, erbaut von Martin Binder

Im Inneren der Kirche befindet sich eine bemerkenswerte Orgel: Sie wurde von Martin Binder erbaut. Diese Orgel taucht in Binders selbst gedrucktem Werkverzeichnis, das einige Lücken aufweist, nicht auf. Die beiden Orgelforscher Hermann Fischer und Theodor Wohnhaas datierten sie als ein sehr frühes Werk dieses Orgelbauers und setzten sie auf Folge zwei der erbauten Werke, damit um das Jahr 1880, was von der Stilistik her zweifellos passend ist. Nachdem die Orgel, Opus 1 in Haindling nicht mehr erhalten ist, wäre sie damit die älteste erhaltene Orgel von Martin Binder. Eine Unklarheit besteht jedoch trotzdem: Das Firmenschild ist nicht mit dem damals üblichen Eintrag „Martin Binder Orgelbauer in Pfaffenhofen“ versehen, sondern mit „Martin Binder Orgelbauer Regensburg“, was auf eine spätere Erbauungszeit, also auf das Jahr 1890 hindeutet. Aus dieser Situation heraus stellen sich viele Fragen zu diesem Instrument: Warum taucht es nicht in der gedruckten Werkliste auf, die von Binder oder von seinem Neffen Willibald Siemann offensichtlich zu Werbezwecken erstellt wurde? Wann wurde diese Orgel wirklich erbaut? Wurde sie mit einem neuen Firmenschild aus einer anderen Kirche transferiert? Wurde vielleicht nur das (defekte) Firmenschild gegen ein neueres bei einem Reparaturfall, oder vielleicht sogar bei einer eventuellen Wiederaufstellung nach dem Neubau des Langhauses im Jahr 1894 getauscht? Diese und andere interessante Fragen müssen bei neueren Forschungen noch geklärt werden. Merkwürdigerweise fehlen an den einschlägigen Stellen im Inneren der Orgel auch alle üblichen Bleistiftbezeichnungen von Bauteilen, die auf einen Verwendungsort schließen lassen.
Die Orgel wurde 1907 von Julius Becker repariert. 1953 erfolgte eine Reinigung durch Eduard Hirnschrodt in Zusammenarbeit mit dem Regensburger Intonateur Heribert Heick. Dabei wurde die Flöte 4′ (Register # 6) ergänzt. Nach einer vollkommenen Restaurierung im Frühjahr 1998 durch den Orgelbauer und Orgelrestaurator Markus Kotz aus Undorf, präsentiert sie sich derzeit in einem ausgezeichneten technischen Zustand. Die aktuelle Disposition der Orgel mit mechanischer Kegellade lautet:
| I Manual C–f3 |            |       |
| 1.            | Prinzipal  | 8′    |
| 2.            | Gedeckt    | 8′    |
| 3.            | Salicional | 8′    |
| 4.            | Gamba      | 8′    |
| 5.            | Oktave     | 4′    |
| 6.            | Flöte      | 4′    |
| 7.            | Mixtur III | 2 ⁄3′ |

| Pedal C–d1 |          |     |
| 8.         | Subbaß   | 16′ |
| 9.         | Oktavbaß | 8′  |

- Koppel: I/P
- Spielhilfe: Fortetritt (Tutti)

Neben der Binder-Orgel steht in der Kirche auch eine Digitale Sakralorgel zur Darstellung von Orgelmusik aus anderen stilistischen Epochen zur Verfügung.